# Первая битва при Эдоуб-Уоллс
Первая битва при Эдоуб-Уоллс (англ. First Battle of Adobe Walls) — сражение между индейскими племенами и американской армией, произошедшее 25 ноября 1864 года на северо-западе Техаса.

## Предыстория
После окончания Гражданской войны участились конфликты между белыми поселенцами и индейцами, которые приводили к вооружённым столкновениям. В 1864 году индейцы совершили несколько нападений на фургоны переселенцев вдоль Тропы Санта-Фе. Генерал Джеймс Карлтон, командующий войсками в Нью-Мексико, обвинил в этих нападениях команчей и кайова и решил послать против них карательную экспедицию.
Во главе экспедиции был поставлен Кит Карсон, имевший опыт в сражениях с индейцами. Армия Карсона состояла из 14 офицеров, 321 солдата и 75 индейских скаутов, воинов хикарилья и ютов. 10 ноября 1864 года Кит Карсон выступил из форта Бэском, Территория Нью-Мексико. Его отряд продвигался вдоль Канейдиан-Ривер в сторону Техасского выступа.

## Сражение
Скауты ютов и хикарилья обнаружили лагерь кайова из 176 типи вблизи от Эдоуб-Уоллс. На рассвете 25 ноября Карсон решил атаковать селение. Он приказал кавалеристам спешиться и спрятать лошадей за стенами Эдоуб-Уоллса, а затем атаковать кайова.
После атаки солдат, воины кайова бросились к лошадям, чтобы сдержать натиск и дать возможность укрыться женщинам и детям. В последующем бою был убит молодой воин-кайова, одетый в старую испанскую кольчугу, а также две индианки и старик из кайова-апачей. Обороняющиеся вынуждены были отступить и Карсон захватил их лагерь. После этого, он намеревался найти другие селения враждебных индейцев и также атаковать их. Отступившие кайова добрались до ближайших лагерей союзников, перегрупировались и сами атаковали Карсона. Солдаты были вынуждены отражать нападение около тысячи индейских воинов. Бой продолжился всю вторую половину дня. Со стороны индейцев доносились звуки армейского горна — это вносило неразбериху в действия солдат. Карсон считал, что это дело рук армейского дезертира и перебежчика — однако на самом деле в горн трубил вождь кайова Сатанта.
Из-за усилившегося натиска Карсон был вынужден отступить. Кайова, команчи и кайова-апачи яростно атаковали, но огонь из ружей и двух горных гаубиц отражал их натиск. В ходе отступления, Карсон приказал сжечь всё имущество кайова. Согласно рапорту Карсона, было уничтожено 176 типи, запасы еды и одежды, также сгорел фургон, принадлежавший вождю кайова Дохасану.
Солдаты прошли более 320 километров, прежде чем добрались до ближайших поселений.

## Итоги
Первая битва при Эдоуб-Уоллс была провозглашена как победоносная. По сведениям Карсона индейцы потеряли 60 человек убитыми и более 100 ранеными. Его собственные потери составили 6 убитых (одним из погибших был индейский скаут) и 25 раненых.
Карсону не удалось разбить враждебных индейцев, но он полностью сжёг лагерь кайова и оставил их в ноябре лишёнными типи, запасов пищи и необходимой утвари. Его действия были признаны правильными. Позже, в ходе дальнейших военных действий против враждебных индейцев Великих Равнин, многие офицеры армии США использовали опыт экспедиции Карсона.